# Desa Baru (Siak Hulu)
Desa Baru is een bestuurslaag in het regentschap Kampar van de provincie Riau, Indonesië. Desa Baru telt 7332 inwoners (volkstelling 2010).